# Fibraurea tinctoria
Fibraurea tinctoria là một loài thực vật có hoa trong họ Biển bức cát. Loài này được Lour. mô tả khoa học đầu tiên năm 1790.